# Bjärsjöholm slot
Bjärsjöholms slot er et slot, der ligger 3 km vest for Ystad i nærheden af E65.
Bjärsjöholm, Bjersjöholm, Bergsjöholm, består egentlig af to slotte. I nord ligger den gamle renæssanceborg fra 1576, opført af Bjørn Kaas mellem en bakke og en lille, nu tørlagt sø. Den blev opgivet på grund af dårlig fundering, og et nyt slot, tegnet af Ferdinand Meldahl, opførtes i 1850. Efter 1986 er den gamle borg restaureret med gamle metoder.

## Historie
"Berghusagård" omtales 1344. Formentlig lå sædegården fra middelalderen ved Bjäresjö kirke. Ved udgravninger har man fundet stenmure efter denne. Ejendommen ejedes 1344 af Ingemar Karlsson som dette år bevidnede et køb. 1350 omtales derimod "Berghusaholm" hvilket kan angiv tidpunktet for sædegårdens flytning ned på en holm i den nærliggende sø. I 1366 stod ridderen Åge Ingvarsen Båd som ejer til borgen. Han var i 1360-tallet kongelig foged, (gälkar), i Skåne. Hustruen Anne Gerhardsdotter giftede ved mandens død sig med Peder Munk. 1386 donerede parret en større ejendom til Lund Domkirkes bygningsfond. I begyndelsen af 1400-tallet og til midten af 1500-tallet ejedes gården af slægten Rotfeld. Den tilhørte siden slægterne Kaas, Ugerup og Thott.
1668 købtes Bjärsjöholm af Ebba Brahe, gift med generalfeltherren Jakob de la Gardie. Ved hendes død 1674 overgik godset til hendes søn Magnus Gabriel de la Gardie. 1681 var han tvunget til at sælge Bjersjöholm til feltmarskalken Otto Wilhelm Königsmarck. Fra begyndelsen af 1700-tallet var det en længere tid ejet af slægten Palmcreutz og solgtes 1847 til lagmand Tage Sylvan. Slottet ejes siden 1965 af familien Ahlström.
En runesten fra vikingetiden, Bjäresjöstenen 3, findes bevaret i slotsparken.

## Eksterne kilder og henvisninger
- Sylve Åkesson: Om Bjersjöholm Arkiveret 25. december 2012 hos  hos Archive.is
- Bjersjöholm. Gods och slott. Skånsk senmedeltid och renässans 13. 1992.
- Sven Rosborn: Från Berghusagård till Bjersjöholm. Ystadiana. Ystads fornminnesförenings årsbok 1996.

55°27′03″N 13°46′37″Ø / 55.45083°N 13.77694°Ø